# Койранский, Александр Ааронович
Александр Ааронович (Арнольдович) Койранский (7 [19] февраля 1884, Москва, Российская империя — 15 декабря 1968, Пало-Алто, США) — русский писатель, поэт, переводчик, литературный критик, художник, театральный критик и художественный критик.

## Биография
Родился 7 (19) февраля 1884 года в купеческой еврейской семье; отец — виленский купец Арон-Лейб Гершонович (Аарон Григорьевич) Койранский (1842—?) — в 1900 году записался в 1-ю гильдию, владел писчебумажным магазином на Верхних Торговых рядах в Москве. Мать — Хая-Сара Аароновна Койранская. Братья: литератор и адвокат Борис Ааронович Койранский (1882—1920); врач и литератор Хонон-Генрих Ааронович-Лейбович Койранский (псевдоним Т. Тверской, 1883—?).
В течение 5 лет учился в Московском коммерческом училище, затем перешёл в московскую гимназию Ф. И. Креймана, которую и окончил в 1903 году. Поступил на юридический факультет Московского университета и окончил его с дипломом 2-й степени в 1909 году. Одновременно учился в Московском училище живописи, ваяния и зодчества, откуда за неуплату был отчислен в 1907 году; о своём учителе, К. Ф. Юоне, он в 1918 году написал монографию.
Работал как книжный художник; входил в Общество им. Леонардо да Винчи (1906—1907), участвовал в 1-й Выставке общества художников «Московский салон» (1911). Выставлял офорты, акварели, графику. Создал первый (отвергнутый А. А. Блоком) вариант обложки к книге «Стихи о Прекрасной Даме» (1905), исполнил обложку альманаха «Корабли» (М., 1907), рисовал для журналов «Кривое зеркало» (1910, № 3—6) и «Рампа и жизнь» (1915, № 4). Выполнил карандашные портреты А. М. Горького и И. А. Бунина.
Первая его публикация как поэта — цикл стихов «Песни одиночества» в альманахе «Отблески» (М., 1902). Входил в Историко-филологическое общество при Московском университете под председательством князя С. Н. Трубецкого, в московский Литературно-художественный кружок, где познакомился с символистами, в кружок литераторов при издательстве «Гриф». Публиковал во многих газетах, журналах и альманахах стихи, статьи, рецензии, беллетристику.
А. А. Боровой писал: «Александр Койранский — остроумный человек с замашками сноба, слабый поэт, но прекрасный художественный критик, едва ли не сильнейший в предвоенной Москве». Как театральный и художественный критик он выступал с 1905 года в газетах «Раннее утро», «Биржевые ведомости», «Утро России» и «Русское слово». Писал в т.ч. о скандальных выставках групп Ослиный хвост и «Бубновый валет». Печатался под псевдонимами: «Г. Тверской», «А. К.», «Александр-ский», «Rapin».
Б. А. Садовской написал о Койранском: «На всех выставках и первых представлениях можно встретить его рыжую бородку и пенсне, услышать отчетливые резкие суждения. И все в гомеопатических дозах. Но Койранский служит не просто искусству, а непременно „новому“: берется решать задачи нынешнего, даже завтрашнего дня. И, конечно, на деле ловит лишь вчерашний <…> Невозможно точнее выразить суть Койранского. Не усердный, не прилежный, а именно старательный. — Рад стараться! — кричит солдат. Чему рад? Тому, что отличился».
В 1913 году стал одним из организаторов общества для распространения французского языка «Alliance Française»; перевёл на русский язык романы Клода Фаррера и Анри де Ренье.
В 1917 году вошёл в Профессиональный союз художников-живописцев Москвы. Весной 1918 года уехал на юг России, сотрудничал в одесской газете «Наше слово». 

## В эмиграции
В 1919 году уехал из Одессы во Францию. Жил в Париже, Лондоне, Берлине. Входил в общество «Мир искусства» в Париже, был членом комитета и участником выставки «Мир искусства» в галерее La Boёtie (1921). В 1922 году вместе с театром «Летучая мышь», в качестве художника-декоратора и помощника режиссёра театра Н. Ф. Балиева, выехал в Северную Америку и остался там.
Оформил балет «Дедушка Мороз» на музыку А. К. Лядова (балетм. M. M. Фокин) для Театра Нового Амстердама в Нью-Йорке (1923), участвовал в оформлении балетов «Эльфы» Ф. Мендельсона и «Медуза» П. И. Чайковского в постановке М. М. Фокина для Метрополитен-опера (1924). В 1923 году был переводчиком К. С. Станиславского во время гастролей МХТ в США. Печатался как переводчик; редактировал английский перевод книги Станиславского «Моя жизнь в искусстве» (Бостон, 1924).
Александр Вертинский писал, что Койранский в США много занимался чёрным трудом:

Наш московский художник Александр Койранский, например, говорил, что две недели в месяц он моет посуду в ресторанах (потому, что в Америке спрос на чёрный труд довольно велик), а две недели работает у себя в студии.
После 1945 года преподавал русский язык и литературу в Боулдере (штат Колорадо).
В 1935 году его работы демонстрировались на Выставке русских художников в Булонь-Бийанкуре под Парижем. Его большое мемуарное сочинение «Падение» осталось неизданным.
Умер 15 декабря 1968 года в Пало-Алто (США).